# Monti Bardzkie
I Monti Bardzkie (in polacco: Góry Bardzkie; in tedesco: Warthagebirge) sono la catena montuosa più orientale dei Sudeti Centrali, situata nella Polonia sudoccidentale. Sono posizionati al margine della Valle di Kłodzko, nella Bassa Slesia, compresi tra i Monti del Gufo e i Monti Dorati.
La denominazione dei Monti Bardzkie deriva dal paesino di Bardo (in tedesco: Wartha), noto luogo di pellegrinaggio, che appartiene al distretto di Ząbkowice Śląskie, nel voivodato della Bassa Slesia.
La vetta più elevata è il monte Kłodzka Góra (765 m).

## Geografia e geologia
I Monti Bardzkie si estendono per una lunghezza di circa 18 chilometri in direzione sudest, dal passo di Przełęcz Srebrna (583 m), al di sopra Srebrna Góra, fino al passo di Przełęcz Kłodzka, vicino a Podzamek, a est di Kłodzko. La larghezza della catena oscilla tra 6 a 10 km.
All'altezza del comune di Bardo, vengono tagliati in due dal fiume Nysa Kłodzka che qui forma una ripida valle e separa così la catena montuosa in un settore orientale e in uno occidentale. La sezione occidentale ha la forma di un massiccio largo e non molto alto, la cui cima più alto è il monte Kortunał (676 m sul livello del mare). La sezione orientale è più alta e ha una forma ben delineata; il culmine più alto qui è costituito dai monti Szeroka Góra (765 m slm) e Kłodzka Góra (757 m slm), che in linea retta distano solo 450 m e sono divisi dal passo Kłodzka, e Ostra Góra (752 m).
I principali collegamenti stradali del distretto di Kłodzko attraversano la valle della Nysa Kłodzka in direzione nord.
Dal punto di geologico, i monti sono costituiti da depositi del Carbonifero inferiore, prevalentemente grovacca e ardesia. 
Nei pressi di Wilcza sono presenti ardesie in strati sottili risalenti al Siluriano.
Dal punto di vista orografico, i Monti Bardzkie sono un'estensione dei Monti del Gufo, da cui sono separati dal passo Przełęcz Srebrna (Passo d'argento), ma a differenza di questi si sono originati in seguito a un ripiegamento tettonico nel corso dell'orogenesi ercinica.

## Flora
Le pendici dei Monti Bardzkie sono ricoperte da fitte foreste mescolate a zone di vegetazione spontanea (riserve di tasso). Le foreste dei Monti Bardzkie sono dominate da colture artificiali di conifere, prevalentemente abete rosso, che hanno sostituito le foreste decidue e miste della parte inferiore. Le foreste ripariali sono poco rappresentate. Le foreste decidue a latifoglie sono conservate solo in piccole aree in terreni di difficile accesso; è presente un bosco misto con una prevalenza di faggio e circa 1.200 esemplari di tasso comune, di età compresa tra 110 e 300 anni, con rari esemplari più vecchi, fino a 600 anni, che crescono isolati o in piccoli raggruppamenti. Il sottobosco è relativamente povero.